# 29978 Arthurwang
A 29978 Arthurwang (ideiglenes jelöléssel (29978) 1999 NN13) a Naprendszer kisbolygóövében található aszteroida. A LINEAR projekt keretében fedezték fel 1999. július 14-én.